# Юзеф Хамец
Юзеф Хамец (пол. Józef Szczepan Chamiec 26 грудня 1841, с. Грані Луцького повіту Волинської губернії — 19 серпня 1915, Париж) — польський поет, публіцист, перекладач.

## Біографія
Закінчив гімназію в Рівному. У 1861 році розпочав навчання на юридичному факультеті Київського університету ім. св. Володимира.
Був учасником Січневого повстання 1863 року в Польщі. З початком повстання перейшов австрійський кордон і попрямував в Галичину, де ввійшов до складу збройного загону Войцеха Коморовського, який нападав на території Волинської губернії, мав сутички з козаками і ненадовго завоював Порицьк (тепер с. Павлівка Іваничівського району на Волині).
За участь в Січневому повстанні 1863 року був заарештований австрійською владою і перебував в ув'язненні в Бродах, потім втік з в'язниці й емігрував до Франції.
Ю. Хамец був родичем Е. Ганської — дружини Оноре де Бальзака.
У 1865 році купив маєток під Парижем. Брав активну участь в літературно-артистичному житті французького суспільства.

## Творчість
Є автором глибоко ліричних і патріотичних творів. Його творча спадщина включає зокрема: дві драми («Tadeusz Reytan» і «Samuel Zborowski»), а також численні вірші, включені в збірки:
- Próby rymotwórcze (2 томи, 1869),
- Księga Sonetów (1872),
- Dąsy starego patrioty (1873),
- Czem chata bogata (1875),
- Która, karta ze wspomnień paryskich (1877),
- Piosenki jesienne (1880) та інші твори.

Крім того, Юзеф Хамец багато публікувався в польській пресі, зокрема, в газетах «Kłosy», «Bluszcz» і «Nowiny Lwowski».